# Управна зграда Икаруса на Новом Београду
Управна зграда Икаруса била је зграда фабрике авиона Икарус из Новог Сада, која је касније пресељена у Земун, а од 1950. године, територијално је припадала Новом Београду. Била је једно од најстаријих здања на Новом Београду и једина зграда у Београду саграђена у арт деко стилу.
Срушена је у јулу 2018. године, а представљала је јединствено архитектонско решење и српско индустријско наслеђе.
Комплекс фабрике авиона Икарус је више пута рушен за време Другог светског рата, а ова зграда је успела да буде сачувана. Након Другог светског рата, ова зграда је била заштићена. Како је овај објекат био намењен администрацији Икаруса односно Икарбуса, сматрано је да он може да остане на свом месту, јер не угрожава суседне стамбене објекте.
Од 2015. године у просторијама зграде Икаруса био је смештен Дечији центар Икарус, а велики број просторија служиле су као свечане или фискултурне сале.

## Локација
Објекат је био стациониран у Грамшијевој улици у Блоку 9а, на рубној зони општине Нови Београд, на граници са општином Земун, у непосредној близни Дунава.
Објекат је био окружен стамбеним зградама Блока 9а, које су грађене шездесетих и седамдесетих година 20. века. Управна зграда Икаруса налазила се на територији Земуна, који је Генералним планом 1950. године постао београдска општина, а од његовог дела настала општина Нови Београд.
Зграда је била стационирана у Доњем Земуну, који је био део индустријске зоне града, у великој мери намењене аеронаутичкој индустрији. У непосредној близини Икаруса налазила се и фабрика авиона Змај, Телеоптик, одељење Рогожарског и Команда ратног ваздухопловства.
Објекат се налазио на правоугаоној парцели, која се налазила у депресији у односу на околни терен. Кота ове парцеле била је нижа за око 2 метра од околног терена. Зграда је тада била позиционирана између железничке станице Земун и аеродрома Београд, окружена зграда са радничким баракама, који више не постоје.

## Вредновање
Зграда је припадала некадашњој фабрици Икарус, првој српској и југословенској фабрици авиона која је основана 1923. године у Новом Саду, а након тога пребачена у Земун. Објекат је заузимао кључно место у топологији развоја српске и југословенске аеронаутичке индустрије, као и припадајућих занимања и асоцијација клубова и удружења.
Објекат је припадао топологији аеронаутичке индустрије Београда, Србије и Југославије и био је један од последњих преосталих објеката који су сведочили о традицији и производњи авиона, хидроплана и једрилица у Београду, као и један од последњих објеката међуратне индустријске зоне на простору Доњег Поља у Земуну.
Поред Хангара Старог аеродрома био је један од најстаријих објеката на Новом Београду.
Зграда Икаруса спадала је у објекте рационалне и утилитарне архитектуре. Његова рано модернистичка архитектура са елементима академизма и арт декоа чинила га је значајним примерима индустријске административне архитектуре међуратног Београда. Пројектовао ју је Фрањо Јенч, земунски архитекта и грађевинар, који је пројектовао многа здања широм Земуна у духу академизма, класицизма, сецесије и модерне архитектуре.
Управна зграда Икаруса била је последња преостала зграда из комлекса Икарус а.д. Представљала је изузетно важно архитектоноско-урбанистично дело, због друштвене и историјске вредности у контексту индустрализације Београда.

## Изглед објекта
Обејат је био слободностојећи, четростране оријентације, зграда компактног габарита на правоугаоној основи, а била је површине 442 м². У оквиру зграда налазио се подрум у зони степеништа, приземље и спрат. У подрум се могло ући са спољне стране, док се према оригиналном пројекту улазило из приземља, спиралним бетонским степеницама. Кров на објекту био је кос и једноводни са благим нагибом.
У приземљу објекта, према оригиналном пројекту, предвиђено је седам канцеларија и конструкторски биро, главни и споредни улаз, соба и тоалет, а на спрату шест канцеларија, једна велика сала, већница, соба за управника, чекаоница, гардеробер и тоалети. Основни пројектни план био је задржан у згради, уз мање адаптације, па су канцеларије претоверене у сале за вежбање, учионице и играоница, а на спрату се поред степеништа налазила кухиња. Светла висина приземља и спрата била је висина 365 цм, а подрума 24 цм.
Главна фасада објекта са западне стране била је симетрична, са централном постављеним улазом и подељена у тринаест поља: једанаест централних ниша оивичених колосалним редом пиластера дубине 20 цм и два узана бочна поља. Фасада је бојена у две боје, којима су се истицала два плана на фасади. Први план чинили су пиластери на бази, који су излазили из основне равни фасаде и изграђени су у црвеној бази, односно од вештачког травертина наранџасте боје, док се у другом плану налазила основна раван фасаде, која је малтерисана и била беж боје.
Прозори су били смештени у вертикална поља, која су акцентована на фасади малом разликом у дебљини малтера. Пиластри у подножју налазили су се на висини од 100 цм, а на врху су били спојени једноставним венцем са опшивком од лима.
Стилски, објекат је припадао периоду међунатног југословенског модернизма. Зграду је красила сведена композиција фасада, наглашена кубичност објеката, окулуса и рељефа, што је била одлика раног модернизма, карактеристичног за београдску архитектуру из тридесетих година 20. века.
Објекат је такође поседовао одлике реминисценције на академизам, попут колосалног реда пиластера који ритмично рашчлањују прочеље. Изнад улаза у зграду налазио се рељеф Икара, који је симболизовао снагу човекове жеље за летењем и који се појављује на великом броју објеката у Београду, нарочито оним који су коришћени у контексту ваздухопловства. Улаз са ветробраном, ходник и степениште били су декорисани сведеним елементима ентеријера у духу модерне архитектуре, поплочани белим вештачким каменом, а ограда степеништа, ступци на прозору и детаљ подеста вештачким мрамором са сивим тоновиима.
Степениште у згради имало је правилно изведену ограду са завојем на подесту и рукохват у облику две металне цеви кружног попречног пресека. Велика стаклена површина у простору степеница била је изведена алуминијумским профилима, са пољима квадратног облика, застакљена матираним стаклом.
Канцеларије у згради биле су декорисане скромном штукатуром и малим детаљима ентеријера, кроз претпростор који је затворен помичним дрвеним панелима. У највећој канцеларији у згради налазио се зидани камин. У нишама су били смештени отвори за прозоре, један на приземљу и један на спрату и врата у централној ниши. Атика је била степенаста са централним делом који је био уздигнут над девет средишњих поља, а на којем се налазило девет окулуса у централној оси ниша, у оси изнад прозорских отвора.
Изнад улаза налазила се плоча са рељефом Икара у стилу арт декоа.
Северна и јужна фасада објекта биле су подељене пиластрима на по три централна и два бочна поља. На северној фасади била су три прозора у приземљу и на спрату.
На јужној фасади у приземљу налазио се улаз који је касније зазидан, а испод њега се налазила конзолна стреха и простор који је подигнут на вишу коту парапета, у односу на остале прозоре у приземљу. У левом пољу налазила се спомен-плоча са именом 72 радника из Икаруса, који су погинули у борбама или стрељани током Другог светског рата, као и спомен-плоча првом радничком савету Југославије.
Источна фасада није била подељена пиластрима, већ је била равна, док је ритам прозорских отвора био исти као и на западној страни. Код степеница налазио се подрум са котларницом са два мала прозора и високим парапетом.
Зграда је зидана од тврдог материјала, а темељи су били од армираног бетона. Зидови објекта били су од цигала у продуженом малтеру, таванице од армираног бетона, а степенице од вештачког камена. Кровна конструкцја грађена је од тесане грађе и била је покривена валовитим етернитом. Кров је био кос, једноводан, а касније покривен поцинкованим лимом.
Зграда је вероватно изграђена као масивна зидна конструкцја попречног или комбинованог подужног и попречног склопа са међуспратном конструкцијом од армираног бетона или мало вероватно као скелетна армирано-бетонска конструкција са испуном од опеке.

## Рушење зграде
Зграда је била у поступку реституције, који није спроведен до краја, а она је у то време и продата. Објекат су купиле грађевинске фирме Кекоимпекс и Неимар Високоградања 2010. године. Одлучено је да се на том месту зида нова стамбена зграда, а да се Управна зграда Икаруса сруши, по плану из 2015. године. За дневни лист Политика, у јулу 2017. године из предузећа Неимар Вискоградња, потврдили су да зграду неће рушити, већ да је у плану њена реконструкција, доградња, надградња и адаптација.
Средином фебруара 2018. године добијене су дозволе за рушење, а објекат је срушен у јулу 2018. године, упркос петицијама, протестима и противљењу великог броја људи.
На конкурсу затвореног типа за изградњу стамбено-пословног објекта на месту зграде Икаруса, награду је доделио тим професора Архитектонског факултета у Београду, на челу са деканом факултета, професором Владаном Ђокићем.
Многи медији и архитекте замерили су декану Архитектонског факултета у Београду због залагања изградње стамбено-пословног објекта и због срушеног споменика националног културног наслеђа, зграде Икаруса.
Српски архитекта Слободан Малдини и заједница станара Блока 9а сматрали су да је зграда Икаруса требало да постане музеј, а да је њеним рушењем причињена велика штета.